# Champigny-le-Sec
Champigny-le-Sec – miejscowość i dawna gmina we Francji, w regionie Nowa Akwitania, w departamencie Vienne. W 2013 roku populacja gminy wynosiła 1088 mieszkańców. 
W dniu 1 stycznia 2017 roku z połączenia dwóch ówczesnych gmin – Champigny-le-Sec oraz Le Rochereau – utworzono nową gminę Champigny-en-Rochereau. Siedzibą gminy została miejscowość Champigny-le-Sec. 